# Пхаяу
Пхаяу (тай. พะเยา) — місто на півночі Таїланду, адміністративний центр однойменної провінції.

## Географія

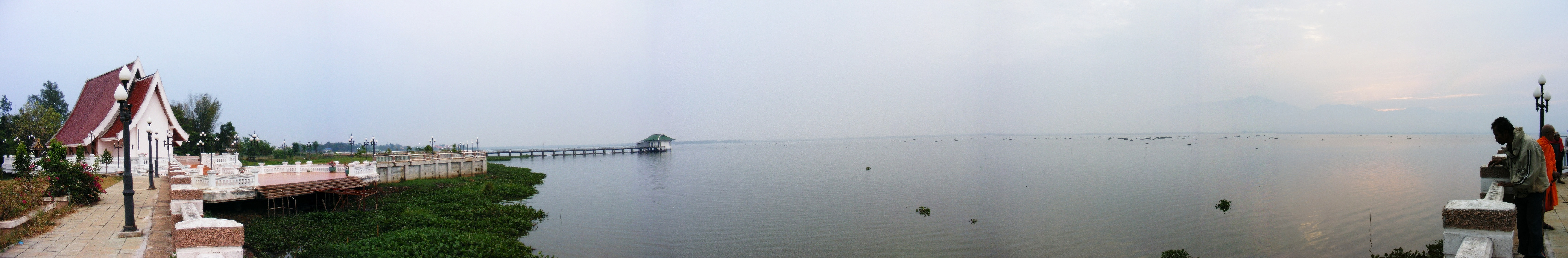
Вид на озеро Пхаяу

Місто знаходиться в західній частині провінції, на вододілі річок Меконг і Чаопхрая, на східному березі  однойменного озера , на відстані приблизно 590 кілометрів на північний північний захід (NNW) від столиці країни — Бангкоку. Абсолютна висота — 379 метрів над рівнем моря.

## Населення
За даними перепису 2000, чисельність населення міста становила 20 600 осіб.

## Транспорт
Через місто проходить автодорога, що з'єднує міста Лампанг і Чіанграй .

## Пам'ятки
- Буддійський храм Ват Сікхомкхам[4].